# Aeropuerto Regional de Walnut Ridge

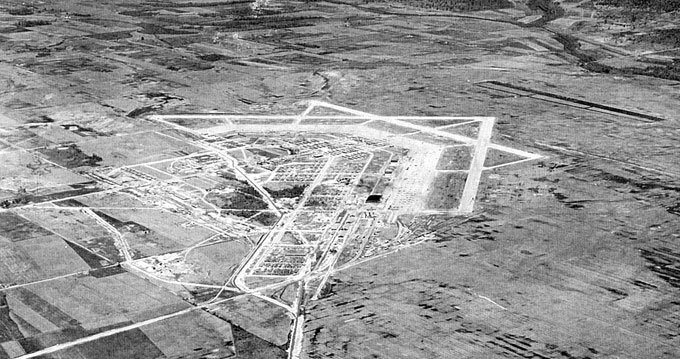
Foto aérea oblicua del Aeropuerto Regional de Walnut Ridge, visto desde el noreste, mientras estaba en construcción en 1942.

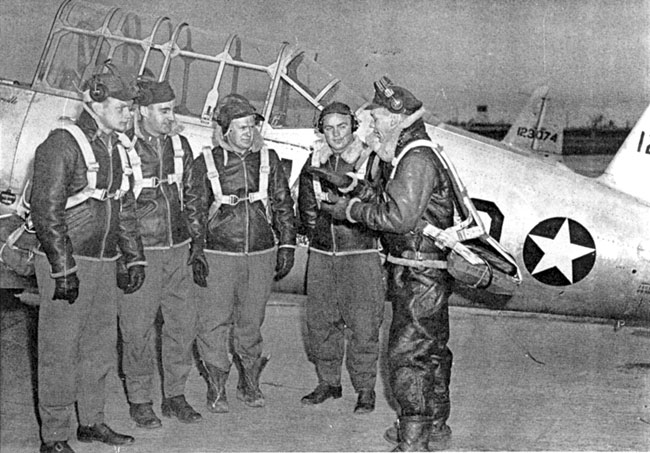
Cadetes de vuelo en Walnut Ridge en frente de un Vultee BT-13A Valiant, 1943 (Serial 41-23074 visible).

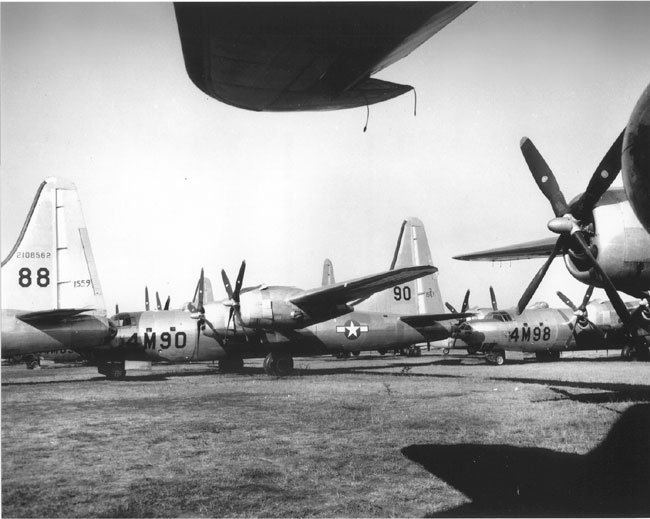
Consolidated B-32 Dominators en Aeropuerto Regional de Walnut Ridge, 1946 (registro 42-108562 visible).

El Aeropuerto Regional de Walnut Ridge (IATA: ARG, OACI: KARG, FAA LID: ARG) es un aeropuerto de aviación general ubicado a 6 km al noreste de Walnut Ridge, Arkansas.
Está operado y gestionado por la ciudad de Walnut Ridge.

## Historia

### Base aérea
El aeródromo fue construido en 1942/43 e inaugurado en octubre de 1943 como Base aérea de Walnut Ridge y fue utilizado por la USAF como base de entrenamiento durante la Segunda Guerra Mundial.  Walnut Ridge fue gestionado por la unidad 324 de la fuerza aérea.
Diseñada para 5.114 militares, y 976 civiles, la base aérea de Walnut Ridge tiene tres pistas de 5.000 pies, poseía una plataforma de 63 acres, 4 hangares, base de ingenieros, y un hospital equipado con 203 camas. También posee, 24.250 m² de espacio para oficinas, 22.100 m² de almacenes, 9.125 m2de tiendas, un depósito de agua y planta potabilizadora para atender a 5.000 militares, y una lavandería para 10.000 personas, dos teatros, una piscina, gimnasio, docenas de barracones, sala de paracaidistas, sala de gas, 260 apartamentos, torre de control, club de oficiales, estación de bomberos, almacenes, y 17.35 km de calles.
El aeródromo fue inaugurado el 15 de agosto de 1942, con la llegada del contingente inicial de personal militar. Diez días más tarde, llegaron cien militares, aunque no había viviendas disponibles en el aeródromo, así que las tropas quedaron albergadas en el campo CCC, ubicado a 8 km al norte de Pocahontas los primeros treinta días.    
Walnut Ridge fue también una gran instalación de mantenimiento, atendiendo aviones de tipo C-47, P-40, P-51, B-17 y B-29.

### Instalación Aérea de Marina
El 1 de septiembre de 1944, Walnut Ridge fue transferido al Departamento de Marina y fue conocido como Base Aérea de Marina de Walnut Ridge.  La Marina lo uso para entrenamiento un corto período, utilizando aviones SBD-5 y FG-1D Corsair. 

### RFC Walnut Ridge
En 1945 la Cooperativa de Reconstrucción Financiera (RFC) anunció la venta de cinco bases de aeronaves de la Armada. Estos se encontraban en: Albuquerque, NM; Altus, OK; Kingman, AZ; Ontario, CA; y Walnut Ridge, AR. Se añadió posteriormente el de Clinton, OK.
Aproximadamente 10.000 aviones de guerra volaron a Walnut Ridge en 1945 y 1946 para almacenaje y venta. Algunas fuentes aseguraban que el número era superior a los 11.000. Se anunció que al menos 67 de los 118 B-32 construidos volaron a Walnut Ridge, muchos directamente desde la línea de ensamblaje. De los B-32 restantes, al menos 37, quizás más, volaron a Kingman. 
4.871 de los aviones almacenados en Walnut Ridge, principalmente cazas y bombarderos, fueron vendidos a Texas Railway Equipment Company en septiembre de 1946 para ser almacenados.  El precio pagado es de 1.838.798,19 dólares. En la esquina suroeste de la plataforma, se construyeron dos grandes puestos de recogida de aluminio.
El avión en Altus fue puesto a subasta para desguace en 1947, y vendido el 12 de mayo de 1947, a Esperado Mining Company de Walnut Ridge. (Probablemente participada por Texas Railway Equipment Company, la compañía que desguazó los aviones de guerra de Walnut Ridge.)
A finales de 1947 el desguace estaba prácticamente concluido en Clinton a mediados de 1948. 
Decenas de miles de aviones de guerra que sobrevivieron a las guerras y las baterías antiaéreas no lograron escapar de las desguazadoras de Albuquerque, Altus, Kingman, Ontario, Walnut Ridge y Clinton.

### Uso Civil
A comienzos de los 60, Walnut Ridge pasó a tener un uso exclusivamente civil.